# MTV Unplugged in New York
MTV Unplugged in New York là album trực tiếp của ban nhạc rock người Mỹ Nirvana, được hãng đĩa DGC Records phát hành ngày 1 tháng 11 năm 1994. Album ghi lại màn trình diễn acoustic của ban nhạc cho chương trình truyền hình MTV Unplugged vào ngày 18 tháng 11 năm 1993 tại Sony Music Studios, thành phố New York.
Chương trình được Beth McCarthy đạo diễn và phát sóng trên kênh truyền hình cáp MTV vào ngày 16 tháng 12 năm 1993. Trái với thông lệ của MTV Unplugged, Nirvana hầu như chỉ chơi những bài ít được biết đến và chơi lại các ca khúc của The Vaselines, David Bowie, Lead Belly và Meat Puppets. Không như các buổi MTV Unplugged thuần acoustic trước đó, Nirvana sử dụng bộ khuếch đại và phơ guitar trong buổi diễn của mình. Nghệ sĩ guitar đệm Pat Smear, nghệ sĩ cello Lori Goldston và hai thành viên Meat Puppets tham gia chơi một số ca khúc cùng họ.
MTV Unplugged được ra mắt sau khi kế hoạch phát hành nó trong album tổng hợp trực tiếp Verse Chorus Verse bị hủy. Nó là album đầu tiên Nirvana phát hành sau khi ca sĩ Kurt Cobain qua đời cách đó bảy tháng. Nó xuất hiện trên Billboard 200 ở vị trí đầu bảng và được Hiệp hội Công nghiệp Ghi âm Hoa Kỳ (RIAA) trao chứng nhận Bội Bạch kim lần thứ tám vào năm 2020. Nó đoạt giải Album nhạc alternative xuất sắc nhất tại lễ trao giải Grammy năm 1996 – giải Grammy duy nhất của Nirvana – và được đánh giá là một trong những album trực tiếp vĩ đại nhất kể từ đó. Buổi diễn được phát hành dưới dạng DVD năm 2007.

## Hoàn cảnh ra đời
MTV Unplugged bắt đầu phát sóng trên MTV vào năm 1989. Nghệ sĩ tham gia sẽ trình bày những ca khúc nổi tiếng nhất của mình bằng nhạc cụ acoustic trong bối cảnh thân tình. Việc thương lượng để Nirvana tham gia chương trình đã diễn ra được một thời gian trước khi thủ lĩnh Nirvana là Kurt Cobain nhận lời lúc đang lưu diễn với Meat Puppets. Nirvana muốn thử gì đó mới lạ so với một chương trình MTV Unplugged thông thường. Theo tay trống Dave Grohl, "Bọn tôi xem những buổi diễn Unplugged khác thì có nhiều buổi diễn không thích lắm, vì đa số các ban nhạc làm như nó là show diễn rock ấy – họ chơi toàn bài hit cứ như ở Madison Square Garden, khác ở chỗ dùng guitar acoustic thôi."
Cả nhóm xem album phát hành năm 1990 The Winding Sheet của Mark Lanegan để tìm cảm hứng. Họ đề ra nhiều ý tưởng như hát lại "The Man Who Sold the World" của David Bowie và mời thành viên nhóm Meat Puppets cùng lên sân khấu. Tuy vậy, viễn cảnh về một buổi diễn hoàn toàn acoustic vẫn làm Cobain lo lắng.

## Tập dượt
Nirvana tập dượt trong hai ngày. Những buổi tập rất khó và căng thẳng, nhiều vấn đề nảy sinh khi ban nhạc trình diễn các ca khúc khác nhau. Giữa các buổi tập, Cobain bất đồng với MTV về phần trình diễn. Nhà sản xuất Alex Coletti còn nhớ nhà đài không vui vì Nirvana không chơi nhiều bài nổi tiếng và chọn khách mời là Meat Puppets. Ông nói, "Họ muốn nghe những cái tên 'đúng' – Eddie Vedder hay Tori Amos hay ai đó, Chúa mới biết được."
Trước ngày ghi hình, Cobain đòi bỏ không chơi nữa, nhưng chiều hôm sau anh vẫn tới studio. Lúc đó anh đang gặp hội chứng cai nghiện và bị căng thẳng. Có người nhận xét, "Cậu ấy không giỡn, không cười, không vui đùa gì cả ... ai cũng rất lo cho phần trình diễn của cậu ấy."

## Ghi hình
Buổi diễn của Nirvana được ghi lại vào ngày 18 tháng 11 năm 1993 tại Sony Studios, thành phố New York. Cobain đề xuất trang trí sân khấu với hoa ly trắng, nến đen và đèn chùm pha lê. Coletti hỏi, "Ý cậu là giống đám ma à?" Cobain trả lời, "Chính xác. Giống đám ma."
Nghệ sĩ guitar Pat Smear và cello Lori Goldston vốn đang lưu diễn cùng Nirvana cũng tham gia chương trình. Ý tưởng của chương trình vốn là chơi nhạc acoustic, nhưng Cobain vẫn đòi cắm cây guitar acoustic của mình vào bộ khuếch đại âm thanh và phơ. Coletti đặt một cái hộp giả trước bộ khuếch đại để ngụy trang nó thành loa kiểm âm trên sân khấu. Coletti nói, "Đó là vật che chở của Kurt. Cậu ta quen nghe tiếng cây guitar này qua [bộ khuếch đại] Fender của mình rồi. Cậu ta muốn những hiệu ứng đó. Nghe 'The Man Who Sold the World' là bạn thấy ngay. Đúng là guitar acoustic đấy, nhưng rõ ràng là qua bộ khuếch đại."
Khác với nhiều nghệ sĩ tham gia chương trình, Nirvana ghi hình toàn bộ buổi diễn chỉ trong một lần. Danh sách ca khúc có 14 bài hát, gồm một bài từ album đầu tay của nhóm là Bleach, bốn bài từ album thứ hai Nevermind, ba bài từ album mới phát hành In Utero và sáu bài hát lại. "All Apologies" trong In Utero vẫn chưa được phát hành thành đĩa đơn, nên ca khúc nổi tiếng duy nhất ban nhạc trình diễn khi ấy là đĩa đơn "Come as You Are" trong Nevermind.
Cris và Curt Kirkwood nhóm Meat Puppets tham gia chơi ba bài của Meat Puppets cùng Nirvana. Buổi diễn hạ màn với phần trình bày ca khúc truyền thống "Where Did You Sleep Last Night" dựa trên bản cải biên của nhạc sĩ blues Lead Belly, người được Cobain gọi là "nghệ sĩ biểu diễn yêu thích" của anh. Biểu diễn xong, Cobain tranh cãi với các nhà sản xuất chương trình vì họ đòi ban nhạc chơi lại bài này. Cobain không chịu vì cảm thấy mình không thể chơi hay hơn được nữa.

## Phát hành
Buổi diễn MTV Unplugged của Nirvana được phát sóng lần đầu vào tháng 12 năm 1993 với thời lượng 45 phút, lược bớt bài "Something in the Way" và "Oh Me." Sau khi Cobain được phát hiện qua đời vào tháng 4 năm 1994, MTV cho phát lại buổi diễn này nhiều lần. Để đáp ứng nhu cầu nghe nhạc mới của Nirvana và đối phó nạn thu âm lậu, vào tháng 8 năm 1994, DGC thông báo ra mắt album kép Verse Chorus Verse chứa các màn trình diễn trực tiếp của họ, bao gồm toàn bộ buổi MTV Unplugged. Tuy nhiên, việc biên soạn album quá khó khăn về mặt cảm xúc với Novoselic và Grohl, nên dự án này bị hủy một tuần sau thông báo trên. Cả nhóm quyết định chỉ phát hành buổi diễn Unplugged. Scott Litt – nhà sản xuất buổi diễn – trở lại sản xuất đĩa nhạc. Nó được phát hành dưới dạng DVD năm 2007.

## Đón nhận
| Đánh giá chuyên môn           | Đánh giá chuyên môn |
| Nguồn đánh giá                | Nguồn đánh giá      |
| Nguồn                         | Đánh giá            |
| ----------------------------- | ------------------- |
| AllMusic                      | [ 18 ]              |
| Blender                       | [ 19 ]              |
| Christgau's Consumer Guide    | A                   |
| Entertainment Weekly          | A                   |
| The Guardian                  | [ 22 ]              |
| NME                           | 9/10                |
| Pitchfork                     | 9.5/10              |
| Q                             | [ 25 ]              |
| Rolling Stone                 | [ 26 ]              |
| The Rolling Stone Album Guide | [ 27 ]              |

MTV Unplugged in New York được phát hành ngày 1 tháng 11 năm 1994. Nó ra mắt trên vị trí đầu bảng Billboard 200 và bán được 310.500 bản, doanh số tuần đầu cao nhất trong sự nghiệp của Nirvana. Tính đến tháng 3 năm 1995, album đã bán được nhiều hơn In Utero với 6,8 triệu bản.
Album nhận được phản hồi tích cực từ giới chuyên môn. Tom Hibbert của tạp chí Q nhận xét với tư cách một nhóm nhạc acoustic, nhạc Nirvana "gây xúc động hơn cả, đong đầy một vinh quang dang dở." Tác giả Barbara O'Dair của tờ Rolling Stone khen đĩa nhạc "gây hứng khởi và đôi khi xuất sắc" với "những chi tiết tuyệt đẹp nằm tản mát khắp nơi," nhấn mạnh sự ăn ý của ban nhạc ở bài "All Apologies" và phần trình diễn độc tấu "Pennyroyal Tea" của Cobain. Ben Thompson của tờ Mojo cho rằng không như các đĩa Unplugged khác, lối trình bày "vô vị, chung chung" của Unplugged và việc không được coi Nirvana biểu diễn khi nghe đĩa của họ lại là điều tốt, vì trải nghiệm này quá nặng nề sau khi Cobain mất. David Browne của tờ Entertainment Weekly chia sẻ mình thấy do dự khi nghe nó: "Ngoài đem lại cảm giác mất mát chính Cobain, Unplugged còn gợi cảm giác mất mát âm nhạc: sự tinh tế và thân mật của các biên khúc acoustic này gợi ý hướng đi tiếp theo của Nirvana (hay chí ít là Cobain, người rất thất vọng với những hạn chế của ban nhạc)."
MTV Unplugged in New York được bình chọn là album hay thứ tư của năm trong Pazz & Jop, một cuộc bình chọn hàng năm của các nhà phê bình người Mỹ nổi tiếng do tờ The Village Voice xuất bản. Robert Christgau – người quản lý cuộc bình chọn – cũng xếp album ở hạng thứ tư trong danh sách cuối năm của riêng ông, coi nó là minh chứng cho chiều sâu cảm xúc, "sự chân thật" trong vai trò ca sĩ và sự khác biệt của Cobain với những mẫu nghệ sĩ alternative rock nhạy cảm khác như Eddie Vedder và Lou Barlow: "Anh gợi nhớ về giọng ca của John Lennon trong John Lennon/Plastic Ono Band. Và anh làm được điều đó chỉ trong một lần ghi hình."

### Hồi cố
Trong một bài phê bình hồi cố của AllMusic, biên tập viên cao cấp Stephen Thomas Erlewine khen MTV Unplugged in New York là "lời thú nhận can đảm" vì cảm thấy Nirvana và Cobain "đã gần khám phá ra một âm thanh và phong cách mới." Jason Mendelsohn của tờ PopMatters cho rằng âm sắc folk rock thân tình khác hẳn với hình tượng của Nirvana và Cobain, còn hãng đĩa biến album này thành "một nước đi kinh doanh tham lợi trắng trợn." Trong quyển The Rolling Stone Album Guide (2004), nhà báo Charles M. Young tán dương nó là "kiệt tác thứ hai" của Nirvana sau Nevermind và cho rằng Cobain đã có thể "cách mạng hóa nhạc dân gian như đã làm với rock" nhờ giọng hát đầy ấn tượng. Ông nhận xét các ca khúc của anh hợp với cả "một ban nhạc ồn ào chơi rầm rầm sau lưng bạn" lẫn "chỉ một cây guitar acoustic." Maeve McDermott của báo USA Today gọi nó là "một album folk rock siêu việt hé lộ kỷ nguyên post-grunge tiếp theo của ban nhạc, nếu thủ lĩnh Kurt Cobain vẫn còn sống để theo đuổi khuynh hướng âm nhạc của họ đến cùng."
Năm 2007, tập 6 chương trình Seven Ages of Rock của BBC gọi màn trình diễn "Where Did You Sleep Last Night" của ban nhạc là khúc cầu hồn siêu thực dành cho Cobain. Một bài báo năm 2013 của nhà phê bình Andrew Wallace Chamings trên báo The Atlantic tán tụng ca khúc là một trong những màn biểu diễn trực tiếp xuất sắc nhất mọi thời đại. Ông viết:
| “ | Ở câu cuối, "I would shiver the whole night through," Cobain nhảy lên một quãng tám, làm anh cố rướn đến mức gào lên vỡ giọng. Anh hát từ "shiver" gắt đến nỗi cả ban nhạc dừng chơi, cứ như có đánh lộn nổ ra giữa một đám cưới sitcom. Tiếp theo anh rú từ "whole" rồi làm một điều rất lạ trong khoảng lặng ngắn ngủi sau đó, một điều rất khó tả: anh mở đôi mắt xanh sắc lạnh thình lình đến nỗi ta tưởng như có ai, hay có gì đó khác đang nhìn ra dưới làn tóc tẩy buông rủ, với sự trong trẻo lạ lùng. | ” |

Theo Acclaimed Music, MTV Unplugged in New York là đĩa nhạc xếp hạng 309 trên danh sách mọi thời đại của giới phê bình. Năm 2012, nó đứng vị trí 313 trên danh sách "500 album vĩ đại nhất" của Rolling Stone. Rolling Stone cũng đánh giá nó là album hay thứ 95 của thập niên 1990. Độc giả đánh giá nó là album trực tiếp hay thứ tám mọi thời đại. NME xếp MTV Unplugged in New York hạng nhất trên danh sách "50 album trực tiếp vĩ đại nhất." Kerrang liệt kê nó vào danh sách "11 album trực tiếp xuất sắc nhất mọi thời đại." Tháng 7 năm 2014, Guitar World xếp MTV Unplugged in New York ở hạng 30 trên danh sách "Superunknown: 50 album biểu tượng định hình 1994." Tạp chí này cũng xếp nó hạng thứ tư trên danh sách "10 album trực tiếp xuất sắc nhất bạn phải nghe." Tạp chí Far Out cũng xếp nó ở vị trí thứ tư trên danh sách "20 album trực tiếp xuất sắc nhất mọi thời đại." Năm 2020, The Telegraph xếp nó hạng 13 trên danh sách "30 album hòa nhạc trực tiếp xuất sắc nhất mọi thời đại." Cũng trong năm 2020, tạp chí Planet Rock xếp album vào danh sách "100 album trực tiếp vĩ đại nhất." Album cũng xuất hiện trong cuốn sách 1001 album bạn phải nghe trước khi chết.
Trong bài phê bình MTV Unplugged in New York bản DVD ra mắt năm 2007, tờ Los Angeles Times viết nó "xứng đáng được xếp trên giá lịch sử cùng phần ngồi hát thân mật trong chương trình comeback special huy hoàng năm 1968 của Elvis Presley." Tháng 6 năm 2020, cây đàn Martin D-18E 1959 cùng hai chiếc pickup DeArmond Dynasonic và Bartolini 3AV Cobain sử dụng trong buổi Unplugged được Peter Freedman, chủ tịch Røde Microphones, mua với giá 6 triệu đô la Mỹ tại Julien's Auctions, lập kỷ lục cây guitar đắt nhất từng được bán đấu giá.

## Danh sách ca khúc
Tất cả các ca khúc được viết bởi Kurt Cobain, trừ khi có ghi chú.
| STT | Nhan đề                                               | Sáng tác                                 | Album gốc                  | Thời lượng |
| --- | ----------------------------------------------------- | ---------------------------------------- | -------------------------- | ---------- |
| 1.  | "About a Girl"                                        |                                          | Bleach                     | 3:37       |
| 2.  | "Come as You Are"                                     |                                          | Nevermind                  | 4:13       |
| 3.  | "Jesus Doesn't Want Me for a Sunbeam" (The Vaselines) | Eugene Kelly, Frances McKee              | Dying for It               | 4:37       |
| 4.  | "The Man Who Sold the World" (David Bowie)            | David Bowie                              | The Man Who Sold the World | 4:20       |
| 5.  | "Pennyroyal Tea"                                      |                                          | In Utero                   | 3:40       |
| 6.  | "Dumb"                                                |                                          | In Utero                   | 2:52       |
| 7.  | "Polly"                                               |                                          | Nevermind                  | 3:16       |
| 8.  | "On a Plain"                                          |                                          | Nevermind                  | 3:44       |
| 9.  | "Something in the Way"                                |                                          | Nevermind                  | 4:01       |
| 10. | "Plateau" (Meat Puppets)                              | Curt Kirkwood                            | Meat Puppets II            | 3:37       |
| 11. | "Oh Me"                                               | Curt Kirkwood                            | Meat Puppets II            | 3:26       |
| 12. | "Lake of Fire"                                        | Curt Kirkwood                            | Meat Puppets II            | 2:56       |
| 13. | "All Apologies"                                       |                                          | In Utero                   | 4:23       |
| 14. | "Where Did You Sleep Last Night"                      | (Nhạc truyền thống; Lead Belly cải biên) |                            | 5:08       |

Ca khúc bổ sung ấn bản kỷ niệm 25 năm
| STT | Nhan đề                                 | Thời lượng |
| --- | --------------------------------------- | ---------- |
| 15. | "Come As You Are" (Tập dượt)            | 4:42       |
| 16. | "Polly" (Tập dượt)                      | 4:03       |
| 17. | "Plateau" (Tập dượt)                    | 4:38       |
| 18. | "Pennyroyal Tea" (Tập dượt)             | 4:28       |
| 19. | "The Man Who Sold the World" (Tập dượt) | 4:39       |

## Thành phần tham gia sản xuất
Nirvana
- Kurt Cobain – hát chính, guitar electro-acoustic (1–9, 13, 14)
- Krist Novoselic – bass acoustic (1, 2, 4–9, 13, 14), phong cầm (3), guitar đệm acoustic (10–12)
- Dave Grohl – trống (1, 2, 4–14), hát đệm, bass acoustic (3)
- Pat Smear – guitar acoustic (1–4, 6–9, 13, 14)

Nhạc sĩ khác
- Lori Goldston – cello (3, 4, 6–9, 13, 14)
- Cris Kirkwood – bass acoustic, hát đệm (10–12)
- Curt Kirkwood – guitar chính acoustic (10–12)

Sản xuất
- Alex Coletti – sản xuất
- Robert Fisher – chỉ đạo nghệ thuật, thiết kế
- Scott Litt – sản xuất
- Stephen Marcussen – master nhạc
- Frank Micelotta – nhiếp ảnh
- Nirvana – sản xuất

## Xếp hạng
| Xếp hạng (1994)                                     | Vị trí cao nhất |
| --------------------------------------------------- | --------------- |
| Album Úc (ARIA)                                     | 1               |
| Album Áo (Ö3 Austria)                               | 1               |
| Album Bỉ (IFPI Belgium)                             | 1               |
| Album Bỉ (Ultratop Vlaanderen)                      | 3               |
| Album Bỉ (Ultratop Wallonie)                        | 6               |
| Canada Top Albums/CDs (RPM)                         | 1               |
| Album Đan Mạch (Hitlisten)                          | 4               |
| Album Hà Lan (Album Top 100)                        | 2               |
| European Top 100 Albums (Music & Media)             | 2               |
| Album Phần Lan (Suomen virallinen lista)            | 3               |
| Album Pháp (SNEP)                                   | 1               |
| Album Đức (Offizielle Top 100)                      | 6               |
| Album Ireland (IFPI Ireland)                        | 1               |
| Album Ý (Musica e Dischi)                           | 8               |
| Album Nhật Bản (Oricon)                             | 20              |
| Album New Zealand (RMNZ)                            | 1               |
| Album Na Uy (VG-lista)                              | 6               |
| Album Bồ Đào Nha (AFP)                              | 1               |
| Album Tây Ban Nha (Productores de Música de España) | 1               |
| Album Thụy Điển (Sverigetopplistan)                 | 2               |
| Album Thụy Sĩ (Schweizer Hitparade)                 | 3               |
| Album Anh Quốc (OCC)                                | 1               |
| Album Anh Quốc Rock & Metal (OCC)                   | 1               |
| Album Hoa Kỳ Billboard 200                          | 1               |
| Album Zimbabwe                                      | 8               |

| Xếp hạng (2010)     | Vị trí cao nhất |
| ------------------- | --------------- |
| Album Hy Lạp (IFPI) | 47              |

| Xếp hạng (2015)                      | Vị trí cao nhất |
| ------------------------------------ | --------------- |
| Album Hoa Kỳ Top Catalog (Billboard) | 1               |

| Xếp hạng (2016) | Vị trí cao nhất |
| --------------- | --------------- |
| Album Ý (FIMI)  | 61              |

| Xếp hạng (2019)                   | Vị trí cao nhất |
| --------------------------------- | --------------- |
| Album Hoa Kỳ Top Rock (Billboard) | 14              |

| Xếp hạng (1994)                                      | Vị trí |
| ---------------------------------------------------- | ------ |
| Album Úc (ARIA)                                      | 7      |
| Album Áo (Ö3 Austria)                                | 23     |
| Album Canada (RPM)                                   | 30     |
| Album Hà Lan (MegaCharts)                            | 25     |
| European Top 100 Albums (Music & Media)              | 4      |
| Album Pháp (SNEP)                                    | 5      |
| Album & album tổng hợp Thụy Điển (Sverigetopplistan) | 26     |
| Album Anh Quốc (OCC)                                 | 39     |

| Xếp hạng (1995)                     | Vị trí |
| ----------------------------------- | ------ |
| Album Úc (ARIA)                     | 13     |
| Album Áo (Ö3 Austria)               | 15     |
| Album Bỉ (Ultratop Flanders)        | 14     |
| Album Bỉ (Ultratop Wallonia)        | 8      |
| Album Hà Lan (MegaCharts)           | 24     |
| Euro Top 100 Albums (Music & Media) | 4      |
| Album Pháp (SNEP)                   | 7      |
| Album Đức (Offizielle Top 100)      | 19     |
| Album New Zealand (RMNZ)            | 17     |
| Album Thụy Sĩ (Schweizer Hitparade) | 9      |
| Album Anh Quốc (OCC)                | 73     |
| Billboard 200 Hoa Kỳ                | 13     |

| Xếp hạng (1996) | Vị trí |
| --------------- | ------ |
| Album Úc (ARIA) | 48     |

| Xếp hạng (2015)               | Vị trí |
| ----------------------------- | ------ |
| Album đĩa than Anh Quốc (OCC) | 10     |

| Xếp hạng (2016)               | Vị trí |
| ----------------------------- | ------ |
| Album đĩa than Anh Quốc (OCC) | 21     |

| Xếp hạng (2017)               | Vị trí |
| ----------------------------- | ------ |
| Album đĩa than Anh Quốc (OCC) | 18     |

| Xếp hạng (2018)               | Vị trí |
| ----------------------------- | ------ |
| Album đĩa than Úc (ARIA)      | 15     |
| Album đĩa than Anh Quốc (OCC) | 25     |

| Xếp hạng (2019)              | Vị trí |
| ---------------------------- | ------ |
| Album đĩa than Úc (ARIA)     | 15     |
| Album Bỉ (Ultratop Flanders) | 123    |
| Album Bỉ (Ultratop Wallonia) | 155    |
| Album Bồ Đào Nha (AFP)       | 96     |

| Xếp hạng (2020)                    | Vị trí |
| ---------------------------------- | ------ |
| Album đĩa than Úc (ARIA)           | 21     |
| Album Bỉ (Ultratop Flanders)       | 88     |
| Album Bỉ (Ultratop Wallonia)       | 120    |
| Album đĩa than Anh Quốc (OCC)      | 36     |
| Hoa Kỳ Top Rock Albums (Billboard) | 85     |

| Xếp hạng (2010-2019)                              | Vị trí |
| ------------------------------------------------- | ------ |
| Album đĩa than Anh Quốc (Official Charts Company) | 16     |

## Chứng nhận
| Quốc gia | Chứng nhận  | Số đơn vị/doanh số chứng nhận |
| --- | ----------- | ----------------------------- |
| Argentina (CAPIF) | 3× Bạch kim | 180.000^                      |
| Úc (ARIA) | 5× Bạch kim | 350.000^                      |
| Áo (IFPI Áo) | 2× Bạch kim | 100.000*                      |
| Bỉ (BEA) | 3× Bạch kim | 150.000*                      |
| Brasil (Pro-Música Brasil) | Bạch kim    | 250.000*                      |
| Canada (Music Canada) | 9× Bạch kim | 900.000^                      |
| Phần Lan (Musiikkituottajat) | Vàng        | 24.373                        |
| Pháp (SNEP) | 2× Bạch kim | 600.000*                      |
| Ý (FIMI) doanh số từ 2009 | Bạch kim    | 50.000‡                       |
| Nhật Bản (RIAJ) | Bạch kim    | 200.000^                      |
| México (AMPROFON) | Vàng        | 100.000^                      |
| Hà Lan (NVPI) | Bạch kim    | 100.000^                      |
| New Zealand (RMNZ) | Bạch kim    | 15.000^                       |
| Na Uy (IFPI) | Bạch kim    | 50.000*                       |
| Ba Lan (ZPAV) Chứng nhận cho bản gốc | Bạch kim    | 30.000*                       |
| Ba Lan (ZPAV) Chứng nhận riêng cho bản tái phát hành                                                                                           | Vàng        | 10.000‡                       |
| Tây Ban Nha (PROMUSICAE) | 2× Bạch kim | 200.000^                      |
| Thụy Điển (GLF) | Bạch kim    | 100.000^                      |
| Thụy Sĩ (IFPI) | 2× Bạch kim | 100.000^                      |
| Anh Quốc (BPI) | 3× Bạch kim | 900.000^                      |
| Hoa Kỳ (RIAA) | 8× Bạch kim | 8.000.000‡                    |
| Tổng hợp |             |                               |
| Châu Âu (IFPI) | 2× Bạch kim | 2.000.000*                    |
| * Chứng nhận dựa theo doanh số tiêu thụ. ^ Chứng nhận dựa theo doanh số nhập hàng. ‡ Chứng nhận dựa theo doanh số tiêu thụ và phát trực tuyến. |             |                               |

## Bản phát hành DVD
Buổi diễn MTV Unplugged In New York được phát hành dưới dạng DVD ngày 20 tháng 11 năm 2007. Bản DVD chứa toàn bộ buổi ghi hình với âm thanh vòm DTS 5.1, gồm cả hai bài ("Something in the Way" và "Oh Me") bị lược bỏ khi phát sóng. Ngoài ra, nó còn kèm theo bản phát sóng gốc, một chương trình đặc biệt của MTV năm 1999 tên Bare Witness: Nirvana Unplugged về hồi ức của các nhà sản xuất MTV và khán giả, và năm bài hát hoàn chỉnh quay khi tập dượt trước buổi diễn: "Come as You Are", "Polly", "Plateau", "Pennyroyal Tea" và "The Man Who Sold the World".